# Sinohippus

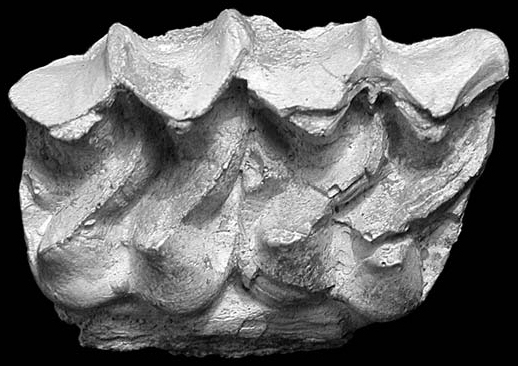
Fragmento de un maxilar de S. sampelayoi

Sinohippus es un género extinto de équido perteneciente a la subfamilia Anchitheriinae.